# Aeroportul Antonio Nariño
Aeroportul Antonio Nariño (IATA: PSO, ICAO: SKPS) este un aeroport din Chachagüí⁠(d), Nariño, Columbia ce deservește zona Pasto⁠(d). Aeroportul a fost tranzitat în 2022 de 695.492 de pasageri.
Situat la o altitudine de 1.814 m, aeroportul dispune de o singură pistă. Este operat de Colombian Civil Aviation Authority⁠(d).